# 20th Anniversary Tour Live
20th Anniversary Tour Live är ett livealbum med The Monkees utgivet och inspelat 1986.
Denna återförening av gruppen bestod av Davy Jones, Peter Tork och Micky Dolenz. Michael Nesmith deltog således inte.

## Låtlista
1. Last Train To Clarksville (Tommy Boyce/Bobby Hart)
2. A Little Bit Me, A Little Bit You (Neil Diamond)
3. (I'm Not Your) Steppin' Stone (Tommy Boyce/Bobby Hart)
4. Cuddly Toy (Harry Nilsson)
5. Goin' Down (Micky Dolenz/Diane Hildebrand/Davy Jones/Michael Nesmith/Peter Tork)
6. Pleasant Valley Sunday (Gerry Goffin/Carole King)
7. I Wanna Be Free (Tommy Boyce/Bobby Hart)
8. Your Auntie Grizelda (Diane Hildebrand/Jack Keller)
9. She (Tommy Boyce/Bobby Hart)
10. For Pete's Sake (Joey Richards/Peter Tork)
11. That Was Then, This Is Now (Vance Brescia)
12. Shades Of Gray (Barry Mann/Cynthia Weil)
13. Look Out (Here Comes Tomorrow)
14. No Time (Hank Cicalo)
15. Daydream Believer (John Stewart)
16. Listen To The Band (Michael Nesmith)
17. Randy Scouse Git (Micky Dolenz)
18. (I'll) Love You Forever
19. MGB-GT (Peter Tork)
20. Valleri (Tommy Boyce/Bobby Hart)
21. I'm A Believer (Neil Diamond)
22. (Theme From) The Monkees (Tommy Boyce/Bobby Hart)